# Campeonato Mundial de Resistencia de la FIM
El Campeonato Mundial de Resistencia de la FIM (oficialmente, FIM Endurance World Championship) es una competición de motociclismo de velocidad disputada con superbikes, cuyo calendario se compone de carreras de resistencia de entre 6 y 24 horas de duración.
La categoría surgió en 1960 como el Campeonato de la FIM de Motociclismo de Resistencia. En 1976 se convirtió en el Campeonato Europeo de Motociclismo de Resistencia, y tomó el nombre actual en 1980. Las ediciones de 1989 y 1990 se llamaron Copa Mundial de Motociclismo de Resistencia, ya que el calendario era demasiado reducido. El título se le otorgaba originalmente a los pilotos. Desde la temporada 2001, el campeonato es de equipos.
Las cuatro carreras clásicas del Mundial de Resistencia son las 8 Horas de Suzuka (Suzuka), las 24 Horas de Le Mans de Motociclismo (Bugatti), el Bol d'Or (Paul Ricard o Magny-Cours) y las 24 Horas de Lieja (Spa-Francorchamps). Las tres últimas carreras abandonaron el Mundial para el año 2002 y formaron el Master de Resistencia, que se corrió desde 2002 hasta 2005. Las dos carreras francesas volvieron al Mundial para 2006, en tanto que las 24 horas de Lieja no se volvió a correr.

## Historia
Las carreras de larga distancia aparecieron casi al mismo tiempo que la invención del motor de combustión interna a finales del siglo XIX, con carreras celebradas entre ciudades importantes como París-Ruán en 1894, París-Burdeos, París-Madrid y otras . En esos años los coches y los motos corrieron juntos, compitiendo por velocidad (tiempo más rápido) o regularidad (logrando un cierto tiempo objetivo). Estas carreras en caminos abiertos donde muy peligroso, y las sucesivas tragedias mortales (como el París-Madrid 1903) desplazan la carrera a caminos cerrados al tráfico normal (antes de la creación de circuitos de carreras reales) condujo a la separación de autos y motos, y las carreras de larga distancia se convirtieron en rallys.
El Bol d'Or (la más famosa y prestigiosa carrera de resistencia) se celebró por primera vez en 1922 en el circuito de Vaujours, cerca de París (circuito de tierra batida utilizado desde 1888 para concursos de 24 horas para bicicletas). Otras carreras de resistencia fueron creadas después de la Segunda Guerra Mundial, como las Carreras de 24 horas en Warsage (Bélgica) en 1951, las 500 millas de Thruxton en 1955, las 24 Horas de Montjuïc en Barcelona en 1957 y las 24 horas de Monza (Italia) en 1959. Al principio, la mayoría de las carreras se realizaron durante 24 horas, pero pronto se introdujeron carreras más cortas, definidas en términos de distancia (500 millas, 1000 millas y mucho más tarde incluso 200 millas) o de tiempo (12 horas, 8 Horas o 6 Horas).
El campeonato fue fundado en 1960 como la FIM Endurance Cup (Copa de Resistencia de la FIM). Inicialmente se componía de cuatro carreras: Thruxton 500, 24 horas de Montjuïc, 24 horas de Warsage y el Bol d'Or.
El Bol d'Or no se celebró entre 1961 y 1968, mientras que los 1000 km de París, se celebró dos veces en el circuito de Monthléry. En la primera década, las carreras FIM Endurance Cup se celebraron esencialmente en Gran Bretaña, Italia y España - los tres países con más pilotos.
En 1976 la FIM Endurance Cup se convirtió en el Campeonato de Europa y en 1980 en un Campeonato del Mundo. Durante los años 80 el calendario del campeonato del mundo de la resistencia consistió de hasta diez carreras. La popularidad del campeonato disminuyó gradualmente y el calendario se redujo gradualmente a los cuatro "clásicos": las 24 Horas de Le Mans, las 24 Horas de Lieja (celebradas en Spa-Francorchamps), las 8 Horas de Suzuka y el Bol d'Or (que se celebra sobre todo en Paul Ricard o Magny-Cours).
En 1989 y 1990 el Campeonato volvió a la categoría de Copa Mundial, ya que no se alcanzó el número de carreras requeridas por el Código Deportivo FIM.
El campeonato de los 4 eventos (con 24 Horas de Lieja siendo sustituida por otras carreras) en el mismo año se mantuvo hasta 2016. En 2015 FIM y la red paneuropea de deportes televisivos, Eurosport firmó un acuerdo para la promoción y cobertura de la competición. Con esto, la organización vuelve a ordenar los eventos, con el fin de que el nuevo campeonato se inicie en septiembre y finalice en julio, con las carreras europeas celebradas durante el invierno evitando los horarios de MotoGP y Superbikes.

## Circuitos recientes
| - Albacete (2003-2011) - Assen (2003-2006) - Brno (2001-2003) - Brands Hatch (2001) - Estoril (2000, 2020-2021) - Imola (2002-2003) - Losail (2007-2012) - Magny-Cours (1999-2001, 2006-2014) | - Nürburgring (2001) - Österreichring (2003) - Zhuhai (2004) - Zolder (2006) - Silverstone (2002) - Spa-Francorchamps (1999-2001, 2022) - Vallelunga (2003-2005) - Le Mans (1999-2001, 2006-2022) | - Suzuka (1999-2019, 2022) - Oschersleben (1999-2009, 2012-2019) - Paul Ricard (2015-2019, 2021-2022) - Algarve (2016) - Slovakia Ring (2017-2019) - Sepang (2019) - Most (2021) |

## Carreras 2024
| Rnd. | Fecha               | Carrera           | Circuito                                              | Equipo ganador | Pilotos ganadores |
| ---- | ------------------- | ----------------- | ----------------------------------------------------- | -------------- | ----------------- |
| 1    | 20/21 de abril      | 24 Hours Du Mans  | Circuito de la Sarthe, Le Mans, Francia               |                |                   |
| 2    | 8 de junlo          | 8 Horas de Spa    | Circuito de Spa-Francorchamps, Francorchamps, Bélgica |                |                   |
| 3    | 21 de julio         | 8 Horas de Suzuka | Circuito de Suzuka, Suzuka, Japón                     |                |                   |
| 4    | 14/15 de septiembre | Bol d'Or          | Circuito Paul Ricard, Le Castellet, Francia           |                |                   |

## Campeones

### Pilotos ganadores
| Año  | Piloto/s             | Puntos | Motocicleta |
| ---- | -------------------- | ------ | ----------- |
| 1980 | Marc Fontan          | 58     | Honda       |
| 1980 | Hervé Moineau        | 58     | Honda       |
| 1981 | Raymond Roche        | 81     | Kawasaki    |
| 1981 | Jean Lafond          | 81     | Kawasaki    |
| 1982 | Jean-Claude Chemarin | 60     | Kawasaki    |
| 1982 | Jacques Cornu        | 60     | Kawasaki    |
| 1983 | Hervé Moineau        | 89     | Suzuki      |
| 1983 | Richard Hubin        | 89     | Suzuki      |
| 1984 | Patrick Igoa         | 70     | Honda       |
| 1984 | Gérard Coudray       | 70     | Honda       |
| 1985 | Patrick Igoa         | 96     | Honda       |
| 1985 | Gérard Coudray       | 96     | Honda       |
| 1986 | Patrick Igoa         | 105    | Honda       |
| 1987 | Hervé Moineau        | 120    | Suzuki      |
| 1987 | Bruno Le Bihan       | 120    | Suzuki      |
| 1988 | Hervé Moineau        | 83     | Suzuki      |
| 1988 | Thierry Crine        | 83     | Suzuki      |
| 1989 | Alex Vieira          | 140    | Honda       |
| 1990 | Alex Vieira          | 95     | Honda       |
| 1991 | Alex Vieira          | 111    | Kawasaki    |
| 1992 | Terry Rymer          | 160    | Kawasaki    |
| 1992 | Carl Fogarty         | 160    | Kawasaki    |
| 1993 | Doug Toland          | 86     | Kawasaki    |
| 1993 | Doug Toland          | 86     | Honda       |
| 1994 | Adrien Morillas      | 100    | Kawasaki    |
| 1995 | Stéphane Mertens     | 95     | Honda       |
| 1995 | Jean-Michel Mattioli | 95     | Honda       |
| 1996 | Brian Morrison       | 138    | Kawasaki    |
| 1997 | Peter Goddard        | 133    | Suzuki      |
| 1997 | Doug Polen           | 133    | Suzuki      |
| 1998 | Doug Polen           | 108    | Honda       |
| 1998 | Christian Lavieille  | 108    | Honda       |
| 1999 | Terry Rymer          | 122    | Suzuki      |
| 1999 | Jehan d'Orgeix       | 122    | Suzuki      |
| 2000 | Peter Linden         | 137    | Suzuki      |
| 2000 | Warwick Nowland      | 137    | Suzuki      |

### Equipos ganadores
| Año     | Equipo Campeón del Mundo          | Puntos | Motocicleta           | Piloto/s Campeón/es del Mundo                         |
| ------- | --------------------------------- | ------ | --------------------- | ----------------------------------------------------- |
| 2001    | WIM Motors Racing 9               | 182    | Honda RC51            | Albert Aerts, Laurent Naveau y Heinz Platacis         |
| 2002    | Zongshen 2                        | 123    | Suzuki GSX-R1000      | Warwick Nowland                                       |
| 2003    | Suzuki GB - Phase One             | 143    | Suzuki GSX-R1000      | Warwick Nowland                                       |
| 2004    | Yamaha - GMT 94                   | 169    | Yamaha YZF-R1         | David Checa y William Costes                          |
| 2005    | Suzuki Castrol                    | 134    | Suzuki GSX-R1000      | Keiichi Kitagawa                                      |
| 2006    | Suzuki Castrol                    | 185    | Suzuki GSX-R1000      | Keiichi Kitagawa, Matthieu Lagrive y Vincent Philippe |
| 2007    | Suzuki Endurance Racing           | 165    | Suzuki GSX-R1000      | Matthieu Lagrive y Vincent Philippe                   |
| 2008    | Suzuki Endurance Racing           | 109    | Suzuki GSX-R1000      | Julien Da Costa                                       |
| 2009    | Yamaha Austria Racing 7           | 145    | Yamaha YZF-R1         | Gwen Giabbani, Igor Jerman y Steve Martin             |
| 2010    | Suzuki Endurance Racing           | 133    | Suzuki GSX-R 1000     | Vincent Philippe y Freddy Foray                       |
| 2011    | Suzuki Endurance Racing           | 109    | Suzuki GSX-R 1000     | Anthony Delhalle                                      |
| 2012    | Suzuki Endurance Racing           | 128    | Suzuki GSX-R 1000     | Anthony Delhalle y Vincent Philippe                   |
| 2013    | Suzuki Endurance Racing           | 93     | Suzuki GSX-R 1000     | Anthony Delhalle                                      |
| 2014    | Yamaha Racing - GMT 94 - Michelin | 141    | Yamaha YZF-R1         | David Checa, Mathieu Gines y Kenny Foray              |
| 2015    | Suzuki Endurance Racing           | 154    | Suzuki GSX-R 1000     | Anthony Delhalle, Etienne Masson y Vincent Philippe   |
| 2016    | Suzuki Endurance Racing           | 88     | Suzuki GSX-R 1000     | Lucas Mahias                                          |
| 2016-17 | GMT 94 Yamaha                     | 146    | Yamaha YZF-R1         | Niccolò Canepa y David Checa                          |
| 2017-18 | F.C.C. TSR Honda France           | 171.5  | Honda CBR1000RR       | Josh Hook, Alan Techer y Freddy Foray                 |
| 2018-19 | Team SRC Kawasaki France          | 145.5  | Kawasaki Ninja ZX-10R | Jérémy Guarnoni, David Checa, Erwan Nigon             |
| 2019-20 | Suzuki Endurance Racing           | 167.5  | Suzuki GSX-R 1000     | Etienne Masson y Gregg Black                          |
| 2021    | Yoshimura SERT Motul              | 175.5  | Suzuki GSX-R1000R     | Gregg Black, Xavier Simeon y Sylvain Guintoli         |
| 2022    | F.C.C. TSR Honda France           | 154    | Honda CBR1000RR-R     | Mike Di Meglio, Joshua Hook, Gino Rea y Alan Techer   |
| 2023    | Yamaha Austria Racing Team        | 181    | Yamaha YZF-R1         | Niccolò Canepa, Marvin Fritz y Karel Hanika           |
| 2024    | Yoshimura SERT Motul              | 173    | Suzuki GSX-R1000      | Gregg Blaxk, Dan Linfoot y Etienne Masson             |

Fuente Campeonato Mundial de Motociclismo de Resistencia:

## Sistema de puntuación
Para carreras registradas de menos de 8 horas:
| Posición | 1  | 2  | 3  | 4  | 5  | 6  | 7  | 8  | 9  | 10 | 11 | 12 | 13 | 14 | 15 | 16 | 17 | 18 | 19 | 20 |
| Puntos   | 30 | 24 | 21 | 19 | 17 | 15 | 14 | 13 | 12 | 11 | 10 | 9  | 8  | 7  | 6  | 5  | 4  | 3  | 2  | 1  |

Para carreras registradas de 8 horas a 12 horas:
| Posición | 1  | 2  | 3  | 4  | 5  | 6  | 7  | 8  | 9  | 10 | 11 | 12 | 13 | 14 | 15 | 16 | 17 | 18 | 19 | 20 |
| Puntos   | 35 | 29 | 25 | 21 | 18 | 16 | 14 | 13 | 12 | 11 | 10 | 9  | 8  | 7  | 6  | 5  | 4  | 3  | 2  | 1  |

Para carreras registradas de 24 horas:
| Posición | 1  | 2  | 3  | 4  | 5  | 6  | 7  | 8  | 9  | 10 | 11 | 12 | 13 | 14 | 15 | 16 | 17 | 18 | 19 | 20 |
| Puntos   | 40 | 33 | 28 | 24 | 21 | 19 | 17 | 15 | 13 | 11 | 10 | 9  | 8  | 7  | 6  | 5  | 4  | 3  | 2  | 1  |

- Para los equipos, los puntos serán los ganados en cada carrera.
- Para los Constructores, sólo la moto mejor ubicada de un constructor ganará puntos, de acuerdo con la posición en la carrera.

Para las carreras registradas con una duración de 12 a 24 horas, se establecerá una clasificación parcial. Después de 8 horas y 16 horas, los 10 equipos (y sus pilotos), que están liderando la carrera en ese momento recibirán puntos de bonificación por scratch como sigue:
Después de 8 horas de carrera y después de 16 horas de carrera:
| Posición | 1  | 2 | 3 | 4 | 5 | 6 | 7 | 8 | 9 | 10 |
| Puntos   | 10 | 9 | 8 | 7 | 6 | 5 | 4 | 3 | 2 | 1  |

- Estos puntos de bonificación se otorgarán independientemente de los resultados de la carrera..
- Los constructores no están incluidos en esta regla y no reciben puntos de bonificación.

## Últimas carreras
| 1/08    | 19-04-08 | Francia         | Le Mans       | 24 Horas de Le Mans      | SERT #2: William Costes, Barry Veneman, Guillaume Dietrich                                   |
| 2/08    | 10-05-08 | España          | Albacete      | 6 Horas de Albacete      | SERT #1: Vincent Philippe, Matthieu Lagrive, Julien DaCosta                                  |
| 3/08    | 27-07-08 | Japón           | Suzuka        | 8 Horas de Suzuka        | Dream Honda Racing Team #11: Ryuichi Kiyonari, Carlos Checa                                  |
| 4/08    | 09-08-08 | Alemania        | Oschersleben  | 8 Horas de Oschersleben  | Kawasaki France #11: Julien Mazuecos, Ivan Silva, Erwan Nigon                                |
| 5/08    | 13-09-08 | Francia         | Magny-Cours   | Bol d'Or                 | SERT #1: Vincent Philippe, Matthieu Lagrive, Julien Da Costa                                 |
| 6/08    | 08-11-08 | Catar           | Losail        | 8 Horas de Doha          | YART #7: Igor Jerman, Steve Martin, Steve Plater                                             |
| 1/09    | 18-04-09 | Francia         | Le Mans       | 24 Horas de Le Mans      | YART #7: Igor Jerman, Steve Martin, Gwen Giabbani                                            |
| 2/09    | 31-0-09  | Alemania        | Oschersleben  | 8 Horas de Oschersleben  | YART #7: Igor Jerman, Steve Martin, Gwen Giabbani                                            |
| 3/09    | 04-07-09 | España          | Albacete      | 8 Horas de Albacete      | YART #7: Igor Jerman, Steve Martin, Gwen Giabbani                                            |
| 4/09    | 26-07-09 | Japón           | Suzuka        | 8 Horas de Suzuka        | Yoshimura Suzuki #12: Daisaku Sakai, Kazuki Tokudome, Nobuatsu Aoki                          |
| 5/09    | 13-09-09 | Francia         | Magny-Cours   | Bol d'Or                 | SERT #1: Vincent Philippe, Olivier Four, Freddy Foray                                        |
| 6/09    | 14-11-09 | Catar           | Losail        | 8 Horas de Doha          | YART #7: Igor Jerman, Steve Martin, Gwen Giabbani                                            |
| 1/10    | 18-04-10 | Francia         | Le Mans       | 24 Horas de Le Mans      | GSR Kawasaki #11: Julien Da Costa, Olivier Four, Grégory Leblanc                             |
| 2/10    | 22-05-10 | España          | Albacete      | 8 Horas de Albacete      | SERT #2: Vincent Philippe, Guillaume Dietrich, Freddy Foray                                  |
| 3/10    | 25-07-10 | Japón           | Suzuka        | 8 Horas de Suzuka        | MuSASHI RT HARC-PRO #634: Ryuichi Kiyonari, Takaaki Nakagami, Takumi Takahashi               |
| 4/10    | 12-09-10 | Francia         | Magny-Cours   | Bol d'Or                 | SERT #2: Vincent Philippe, Guillaume Dietrich, Freddy Foray                                  |
| 5/10    | 13-11-10 | Catar           | Losail        | 8 Horas de Doha          | SERT #2: Vincent Philippe, Guillaume Dietrich, Freddy Foray                                  |
| 1/11    | 16-04-11 | Francia         | Magny-Cours   | Bol d'Or                 | SERT #1: Vincent Philippe, Freddy Foray, Sakai Daisaku                                       |
| 2/11    | 21-05-11 | España          | Albacete      | 8 Horas de Albacete      | BMW MOTORRAD FRANCE 99 #99: Sébastien Gimbert, Erwan Nigon, Hugo Marchand                    |
| 3/11    | 31-07-11 | Japón           | Suzuka        | 8 Horas de Suzuka        | F.C.C. TSR HONDA #11: Kohsuke Akiyoshi, Shin'ichi Itoh, Ryuichi Kiyonari                     |
| 4/11    | 24-04-11 | Francia         | Le Mans       | 24 Horas de Le Mans      | SRC Kawasaki #11: Julien Da Costa, Grégory Leblanc, Olivier Four                             |
| 5/11    | 12-11-11 | Catar           | Losail        | 8 Horas de Doha          | YAMAHA FRANCE GMT 94 IPONE #94: David Checa, Kenny Foray, Matthieu Lagrive                   |
| 1/12    | 14-04-12 | Francia         | Magny-Cours   | Bol d'Or                 | SRC Kawasaki #11: Julien Da Costa, Grégory Leblanc, Olivier Four                             |
| 2/12    | 9-06-12  | Catar           | Losail        | 8 Horas de Doha          | BMW Motorrad France Team Thevent #99: Sébastien Gimbert, Damian Cudlin, Erwan Nigon          |
| 3/12    | 29-07-12 | Japón           | Suzuka        | 8 Horas de Suzuka        | F.C.C.-TSR Honda #11: Kousuke Akiyoshi, Tadayuki Okada, Jonathan Rea                         |
| 4/12    | 11-08-12 | Alemania        | Oschersleben  | 8 Horas de Oschersleben  | Suzuki Endurance Racing Team : Vincent Philippe, Anthony Delhalle, Yuki Kagayama             |
| 5/12    | 8-09-12  | Francia         | Le Mans       | 24 Horas de Le Mans      | SRC Kawasaki #11: Julien Da Costa, Grégory Leblanc, Freddy Foray                             |
| 1/13    | 21-4-13  | Francia         | Magny-Cours   | Bol d'Or                 | SRC Kawasaki #11: Grégory Leblanc, Jeremy Guarnoni, Loris Baz                                |
| 2/13    |          | Japón           | Suzuka        | 8 Horas de Suzuka        | MuSASHi RT HARC-PRO. #634: Takumi Takahashi, Michael van der Mark, Leon Haslam               |
| 3/13    |          | Alemania        | Oschersleben  | 8 Horas de Oschersleben  | Suzuki Endurance Racing Team : Vincent Philippe, Anthony Delhalle, Julien Da Costa           |
| 4/13    |          | Francia         | Le Mans       | 24 Horas de Le Mans      | SRC Kawasaki #11: Grégory Leblanc, Fabien Foret, Nicolas Salchaud                            |
| 1/14    |          | Francia         | Magny-Cours   | Bol d'Or                 | SRC Kawasaki #11: Grégory Leblanc, Nicolas Salchaud, Matthieu Lagrive                        |
| 2/14    |          | Japón           | Suzuka        | 8 Horas de Suzuka        | MuSASHi RT HARC-PRO. #634: Takumi Takahashi, Michael van der Mark, Leon Haslam               |
| 3/14    |          | Alemania        | Oschersleben  | 8 Horas de Oschersleben  | Honda Racing: Freddy Foray, Julien Da Costa, Sébastien Gimbert                               |
| 4/14    |          | Francia         | Le Mans       | 24 Horas de Le Mans      | Suzuki Endurance Racing Team: Erwan Nigon, Anthony Delhalle, Vincent Philippe                |
| 1/15    | 19-04-15 | Francia         | Le Mans       | 24 Horas de Le Mans      | SERT: Vincent Philippe, Anthony Delhalle, Étienne Masson                                     |
| 2/15    | 26-07-15 | Japón           | Suzuka        | 8 Horas de Suzuka        | Yamaha Factory Racing Team #21: Katsuyuki Nakasuga, Pol Espargaró, Bradley Smith             |
| 3/15    | 22-08-15 | Alemania        | Oschersleben  | 8 Horas de Oschersleben  | Honda Racing: Julien Da Costa, Sébastien Gimbert, Freddy Foray                               |
| 4/15    | 20-09-15 | Francia         | Paul Ricard   | Bol d'Or                 | Kawasaki SRC #11: Grégory Leblanc, Matthieu Lagrive, Fabien Foret                            |
| 1/16    | 10-04-16 | Francia         | Le Mans       | 24 Horas de Le Mans      | Kawasaki SRC #11: Grégory Leblanc, Matthieu Lagrive, Fabien Foret                            |
| 2/16    | 12-06-16 | Portugal        | Algarve       | 12 Horas de Portimão     | GMT94 Yamaha #94: David Checa, Lucas Mahias, Niccolò Canepa                                  |
| 3/16    | 31-07-16 | Japón           | Suzuka        | 8 Horas de Suzuka        | Yamaha Factory Racing Team #21: Katsuyuki Nakasuga, Pol Espargaró, Alex Lowes                |
| 4/16    | 27-08-16 | Alemania        | Oschersleben  | 8 Horas de Oschersleben  | GMT94 Yamaha #94: David Checa, Lucas Mahias, Niccolò Canepa                                  |
| 1/16-17 | 18-09-16 | Francia         | Paul Ricard   | Bol d'Or                 | Suzuki Endurance Racing Team #1: Vincent Philippe, Anthony Delhalle, Étienne Masson          |
| 2/16-17 | 16-04-17 | Francia         | Le Mans       | 24 Horas de Le Mans      | GMT94 Yamaha #94: David Checa, Niccolò Canepa, Mike Di Meglio                                |
| 3/16-17 | 20-05-17 | Alemania        | Oschersleben  | 8 Horas de Oschersleben  | GMT94 Yamaha #94: David Checa, Niccolò Canepa, Mike Di Meglio                                |
| 4/16-17 | 24-06-17 | Eslovaquia      | Slovakia Ring | 8 Horas de Slovakia Ring | GMT94 Yamaha #94: David Checa, Niccolò Canepa, Mike Di Meglio                                |
| 5/16-17 | 30-07-17 | Japón           | Suzuka        | 8 Horas de Suzuka        | Yamaha Factory Racing Team #21: Katsuyuki Nakasuga, Alex Lowes, Michael van der Mark         |
| 1/17-18 | 17-09-17 | Francia         | Paul Ricard   | Bol d'Or                 | GMT94 Yamaha #94: David Checa, Niccolò Canepa, Mike Di Meglio                                |
| 2/17-18 | 22-04-18 | Francia         | Le Mans       | 24 Horas de Le Mans      | F.C.C. TSR Honda France #5: Alan Techer, Joshua Hook, Freddy Foray                           |
| 3/17-18 | 12-05-18 | Eslovaquia      | Slovakia Ring | 8 Horas de Slovakia Ring | YART Yamaha #7: Broc Parkes, Marvin Fritz, Max Neukirchner                                   |
| 4/17-18 | 9-06-18  | Alemania        | Oschersleben  | 8 Horas de Oschersleben  | F.C.C. TSR Honda France #5: Alan Techer, Joshua Hook, Freddy Foray                           |
| 5/17-18 | 28-07-18 | Japón           | Suzuka        | 8 Horas de Suzuka        | Yamaha Factory Racing Team #21: Katsuyuki Nakasuga, Alex Lowes, Michael van der Mark         |
| 1/18-19 | 16-09-18 | Francia         | Paul Ricard   | Bol d'Or                 | F.C.C. TSR Honda France #1: Joshua Hook, Freddy Foray, Mike Di Meglio                        |
| 2/18-19 | 21-04-19 | Francia         | Le Mans       | 24 Horas de Le Mans      | Team SRC Kawasaki France #11: Jérémy Guarnoni, David Checa, Erwan Nigon                      |
| 3/18-19 | 11-05-19 | Eslovaquia      | Slovakia Ring | 8 Horas de Slovakia Ring | YART Yamaha #7: Broc Parkes, Marvin Fritz, Niccolò Canepa                                    |
| 4/18-19 | 8-06-19  | Alemania        | Oschersleben  | 8 Horas de Oschersleben  | F.C.C. TSR Honda France #1: Joshua Hook, Freddy Foray, Mike Di Meglio                        |
| 5/18-19 | 28-07-19 | Japón           | Suzuka        | 8 Horas de Suzuka        | Kawasaki Racing Team Suzuka 8H #10: Jonathan Rea, Leon Haslam , Toprak Razgatlıoğlu          |
| 1/19-20 | 22-09-19 | Francia         | Paul Ricard   | Bol d'Or                 | Suzuki Endurance Racing Team #2: Vincent Philippe, Etienne Masson, Gregg Black               |
| 2/19-20 | 14-12-19 | Malasia         | Sepang        | 8 Horas de Sepang        | YART Yamaha #7: Broc Parkes, Niccolò Canepa, Karel Hanika                                    |
| 3/19-20 | 30-8-20  | Francia         | Le Mans       | 24 Horas de Le Mans      | F.C.C. TSR Honda France #5: Josh Hook, Freddy Foray, Mike Di Meglio                          |
| 4/19-20 | 26-9-20  | Portugal        | Estoril       | 12 Horas de Estoril      | YART Yamaha #7: Karel Hanika , Marvin Fritz, Niccolò Canepa                                  |
| 1/21    | 13-6-21  | Francia         | Le Mans       | 24 Horas de Le Mans      | Yoshimura SERT Motul #1: Gregg Black, Xavier Simeon, Sylvain Guintoli                        |
| 2/21    | 17-7-21  | Portugal        | Estoril       | 12 Horas de Estoril      | F.C.C. TSR Honda France #5: Josh Hook, Yuki Takahashi, Mike Di Meglio                        |
| 3/21    | 19-9-21  | Francia         | Paul Ricard   | Bol d'Or                 | Yoshimura SERT Motul #1: Gregg Black, Xavier Simeon, Sylvain Guintoli                        |
| 4/21    | 9-10-21  | República Checa | Most          | 6 Horas de Most          | BMW Motorrad World Endurance Team #37: Ilya Mikhalchik, Markus Reiterberger, Kenny Foray     |
| 1/22    | 16-4-22  | Francia         | Le Mans       | 24 Horas de Le Mans      | Yoshimura SERT Motul #1: Gregg Black, Sylvain Guintoli, Etienne Masson                       |
| 2/22    | 14-6-22  | Bélgica         | Spa           | 24 Horas de Spa          | BMW Motorrad World Endurance Team #37: Markus Reiterberger, Ilya Mikhalchik, Jérémy Guarnoni |
| 3/22    | 7-8-22   | Japón           | Suzuka        | 8 Horas de Suzuka        | Team HRC #33: Iker Lecuona, Tetsuta Nagashima, Takumi Takahashi                              |
| 4/22    | 17-9-22  | Francia         | Paul Ricard   | Bol d'Or                 | Viltais Racing Igol #333: Florian Alt, Erwan Nigon, Steven Odendaal                          |
| 1/23    | 13-4-23  | Francia         | Le Mans       | 24 Horas de Le Mans      | F.C.C. TSR Honda France #1: Josh Hook, Mike Di Meglio, Alan Techer                           |
| 2/23    | 17-6-23  | Bélgica         | Spa           | 24 Horas de Spa          | Yamalube YART Yamaha EWC Official Team #7: Niccolò Canepa, Marvin Fritz, Karel Hanika        |
| 3/23    | 6-8-23   | Japón           | Suzuka        | 8 Horas de Suzuka        | Team HRC #33: Xavi Vierge, Tetsuta Nagashima, Takumi Takahashi                               |
| 4/23    | 16-9-23  | Francia         | Paul Ricard   | Bol d'Or                 | Yoshimura SERT Motul #12: Gregg Black, Sylvain Guintoli, Etienne Masson                      |